# Karl Finck von Finckenstein (General)

Karl Finck von Finckenstein

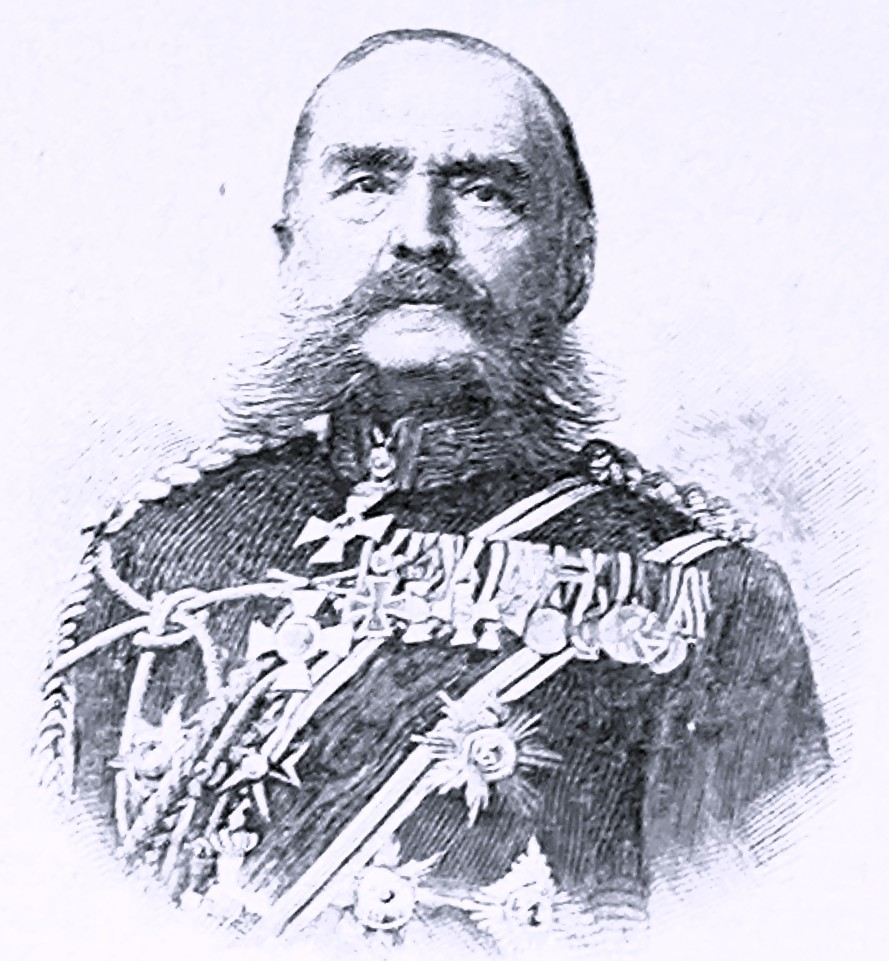
General Finck von Finckenstein.

Karl Alexander Ferdinand August Graf Finck von Finckenstein (* 29. Juli 1835 in Madlitz; † 20. August 1915 in Nieder-Schönbrunn) war ein preußischer General der Infanterie.

## Leben

### Herkunft
Er war der Sohn des Rittergutsbesitzers Alexander Graf Finck von Finckenstein (1780–1863) und dessen zweite Ehefrau Angelika, geborene von Zychlinska (1796–1861).

### Militärkarriere
Finck trat nach seiner Erziehung im elterlichen Hause sowie in den Kadettenhäusern Potsdam und Berlin am 29. April 1854 als Sekondeleutnant in das 1. Garde-Regiment zu Fuß der Preußischen Armee ein. Dort wurde er vom 7. Juli 1859 bis zum 27. Oktober 1861 als Adjutant des II. Bataillons verwendet. Als Premierleutnant und Kompanieführer war er 1864/65 zur Dienstleistung an die Unteroffizierschule Potsdam kommandiert. Im Krieg gegen Österreich nahm Finck 1866 mit seinem Regiment an den Kämpfen bei Soor, Königinhof und Königgrätz teil. Für seine Leistungen wurde er mit dem Kronenorden III. Klasse mit Schwertern ausgezeichnet. Am 24. Juli 1866 folgte mit seiner Beförderung zum Hauptmann sowie die Ernennung zum Kompaniechef. Als solcher zog Finck 1870/71 in den Krieg gegen Frankreich. Bei den Kämpfen bei St. Privat wurde er schwer, später während der Belagerung von Paris bei Pont Iblon noch einmal leicht verwundet. Er erhielt das Eiserne Kreuz II. Klasse.
Nach dem Friedensschluss am 10. Mai 1871 kommandierte man Finck von Finckenstein im Range eines Hauptmanns als Militärattaché zur Gesandtschaft nach Wien. Bereits im März des Folgejahres wurde zum Flügeladjutanten von Kaiser Wilhelm I. ernannt und am 13. April 1872 zum Major befördert. Im Jahr 1875 kehrte er nach Deutschland zurück. Unter Belassung in der Stellung als Flügeladjutant war Finck vom 28. Oktober 1875 bis zum 10. Dezember 1880 Kommandeur des Garde-Jäger-Bataillons. Zwischenzeitlich hatte man ihn am 22. März 1877 zum Oberstleutnant befördert und kurzzeitig mit der Vertretung des Inspekteurs der Inspektion der Jäger und Schützen beauftragt. Finck wurde anschließend mit der Führung des Leib-Grenadier-Regiments (1. Brandenburgisches) Nr. 8 in Frankfurt (Oder) beauftragt, am 16. September 1881 zum Oberst befördert und am 21. März 1882 zum Regimentskommandeur ernannt. In gleicher Eigenschaft wurde er am 15. Mai 1883 in das 2. Garde-Regiment zu Fuß versetzt. Am 9. Juli 1887 beauftragte man ihn erneut mit der Vertretung des Inspekteurs der Jäger und Schützen. Außerdem wurde Finck zur Führung der Geschäfte des Reitenden Feldjägerkorps kommandiert. Unter gleichzeitiger Beförderung zum Generalmajor wurden ihm am 3. August 1887 beide Stellungen übertragen. Als Generalleutnant hatte Finck dann vom 24. März 1890 bis zum 26. Januar 1895 das Kommando über die 17. Division in Schwerin. Anschließend wurde er als General der Infanterie zum Kommandierenden General des I. Armee-Korps in Königsberg ernannt.
Auf den verhängnisvollen Tagen des Kaisermanövers geriet sein Korps in eine Lage, die im Ernstfall zu dessen völligen Vernichtung geführt hätte. Dies, und nicht das Insterburger Duell oder seine Haltung im Krosigh-Prozess, war die Ursache seines Rücktritts.
Unter Stellung à la suite des Garde-Jäger-Bataillons wurde Finck schließlich am 25. Januar 1901 zur Disposition gestellt.
Finck war Ritter des Schwarzen Adlerordens mit der Kette.

### Familie
Er hatte sich am 26. September 1876 in Nieder-Schönbrunn mit Margarethe von Haugk (1847–1917) verheiratet. Das Paar hatte mehrere Kinder:
- Hans (1878–1914)
- Karl-Otto (1881–1936) ⚭ Sophie Charlotte von Kiel (1894–1932)[4]
- Magarethe (1881–1940)
- Aniela (1883–1971) ⚭ Kerstan Freiherr von Schlotheim (1875–1931)
- Karl-Günther (1890–1945) ⚭ Marie Gräfin von Rex (1900–1994)[4]